# Susiddhikara Sūtra
Le Susiddhikāra-sūtra est un sutra bouddhiste de la tradition ésotérique ou Vajrayana, et est souvent inclus avec deux autres textes tantriques : le Mahāvairocana-sūtra et le Vajraśekhara-sūtra. Dans la tradition Tendai, le Susiddhikāra-sūtra est appelé soshitsujikara-kyō (蘇悉地羯羅経). On pense qu'il unifie les deux autres. Bien qu'il n'existe aucune version en langue sanskrite du texte, il a été traduit et conservé en chinois en l'an 726 par Śubhākarasiṃha. Il a également été traduit en tibétain.
La version chinoise est composée de 3 fascicules et commence par une série de questions et réponses concernant l'utilisation efficace du tantra, tandis que les chapitres restants traitent de ces questions tout en fournissant des classifications des rites tantriques et des divinités.